# Ерковцы (Киевская область)
Е́рковцы (укр. Єрківці) — село, входит в Бориспольский район Киевской области Украины.
Население по переписи 2001 года составляло 1280 человек. Почтовый индекс — 08430. Телефонный код — 4567. Занимает площадь 6,07 км².

## Местный совет
08430, Київська обл., Переяслав-Хмельницький р-н, с.Єрківці